# Michael Warriner
Michael Henry Warriner (ur. 3 grudnia 1908 w Chipping Norton, zm. 7 kwietnia 1986 w Shipston-on-Stour) – brytyjski wioślarz, inżynier i oficer, złoty medalista olimpijski.
Kształcił się w Harrow School i Kolegium Trójcy Świętej University of Cambridge. Trzykrotnie brał udział w The Boat Race: w latach 1928, 1929 i 1930 odnosił zwycięstwa.
Wystąpił na igrzyskach olimpijskich w Amsterdamie w 1928, gdzie Brytyjczycy w składzie: John Lander, Michael Warriner, Richard Beesly i Edward Vaughan Bevan zdobyli złoty medal w czwórkach bez sternika. W finale wyprzedzili osadę Stanów Zjednoczonych o 1 sekundę. Był to jego jedyny start olimpijski.
Z zawodu był inżynierem. W trakcie II wojny światowej służył najpierw w British Indian Army, a następnie w Royal Electrical and Mechanical Engineers. Ze służby odszedł w stopniu podpułkownika.
W 1945 został Kawalerem Orderu Imperium Brytyjskiego.